# Trinitrotoluen
Thuốc nổ TNT (còn gọi là TNT, tôlit, hay trinitrotoluen) là một hợp chất hóa học có công thức C6H2(NO2)3CH3, danh pháp IUPAC: 2-methyl-1,3,5-trinitrobenzen. Chất rắn màu vàng này là một loại chất thử trong hóa học nhưng nó cũng là loại chất nổ nổi tiếng được dùng trong lĩnh vực quân sự. Sức công phá của TNT được xem là thước đo tiêu chuẩn về sức công phá của các quả bom và của các loại thuốc nổ khác (được tính tương đương với TNT).

## Đặc điểm nổ
Trong phản ứng nổ, TNT được phân thành các sản phẩm:
2C7H5O6N3 → 3N2 + 5H2O + 7CO + 7C
Phản ứng này thuộc loại tỏa nhiệt, nhưng nó cần năng lượng hoạt hóa cao. Do việc tạo ra các sản phẩm của cacbon, những vụ nổ TNT có mùi khói, độc. Các tính chất nổ điển hình của TNT là:
| Thuộc tính                    | Giá trị                              |
| ----------------------------- | ------------------------------------ |
| Độ nhạy nổ với sóng xung kích | Không nhạy nổ                        |
| Độ nhạy nổ với cọ xát         | Không nhạy nổ                        |
| Tốc độ nổ                     | 6.900 m/s (mật độ: 1,6 g/cm³)        |
| Áp suất nổ ở 20 °C            | 150 đến 600 Pa                       |
| Thử khối chì                  | 300 ml/10 g                          |
| Độ nhạy nổ với va chạm        | 15 N·m                               |
| Độ nhạy nổ với cọ xát         | đến 353 N (36 kg lực) không phản ứng |

## Tính độc hại
TNT độc hại với con người và khi tiếp xúc với da có thể làm da bị kích thích làm cho da chuyển sang màu vàng.
Những người làm việc, tiếp xúc nhiều với TNT sẽ dễ bị bệnh thiếu máu và dễ bị bệnh về phổi. Những ảnh hưởng về phổi và máu và những ảnh hưởng khác sẽ phát triển dần và tác động vào hệ thống miễn dịch, nó cũng được phát hiện thấy ở những động vật đã ăn hay hít thở phải TNT. Có các bằng chứng về sự ảnh hưởng bất lợi của TNT đối với khả năng sinh sản của nam giới, đồng thời TNT cũng được ghi vào danh sách các chất có khả năng gây ung thư cho con người. Việc ảnh hưởng của TNT làm nước tiểu có màu đen.
Một số khu đất thử nghiệm của quân đội đã bị nhiễm TNT. Nước thải từ vũ khí, bao gồm nước mặt và nước ngầm, có thể chuyển thành màu tím bởi sự hiện diện của TNT. Những sự ô nhiễm như vậy, gọi là "nước tím", có thể rất khó khăn và tốn kém để xử lý.

## Sử dụng
TNT là một trong những chất nổ thông dụng nhất cho các ứng dụng của quân đội và công nghiệp. Giá trị của nó nằm ở chỗ không nhạy với rung lắc và ma sát, vì thế giảm thiểu nguy cơ nổ ngoài ý muốn. TNT nóng chảy ở 80°C (180 °F), thấp hơn nhiều so với nhiệt độ mà nó tự phát nổ, nhờ đó nó có thể được trộn chung một cách an toàn với các chất nổ khác. TNT không hút nước hay hòa tan trong nước nên có thể sử dụng rất hiệu quả trong môi trường bị ẩm ướt. Hơn nữa, nó tương đối bền khi so sánh với các chất nổ mạnh khác.
TNT là thuốc nổ có nhiều ưu điểm như: độ ổn định cao, độ nhạy với tác dụng cơ học thấp, năng lượng nổ khá cao nên được sử dụng rất rộng rãi. Tôlít được sử dụng ở dạng nguyên chất để nhồi vào đầu đạn pháo, súng cối, phản lực, bom, mìn, lựu đạn, ngư lôi, thủy lôi… TNT được nén thành bánh, thỏi có khối lượng nhất định để dễ sử dụng (ví dụ: bánh 200 gam, 400 gam …) hoặc ở dạng cốm để gói buộc thành lượng nổ bộc phá trong kỹ thuật công binh và trong các ngành công nghiệp như: khai thác mỏ, giao thông vận tải… TNT được hỗn hợp với các chất khác như: RDX, PETN, {\displaystyle {\ce {NH4NO3}}} để chế tạo thuốc nổ hỗn hợp nhồi vào một số loại đạn có sức công phá lớn.
Các thuốc nổ khác có thành phần chính của TNT
- Amatol
- Baratol
- Comp-B (Composition B)
- Octol
- Pentolite
- Torpex
- Tritonal

## Lịch sử
TNT được điều chế lần đầu tiên bởi nhà hóa học người Đức Joseph Wilband và được sử dụng như chất nhuộm màu vàng. Sức mạnh tiềm ẩn của nó như một loại thuốc nổ không được đánh giá đúng mức suốt nhiều năm liền vì khó bị kích nổ và yếu hơn một số chất khác. TNT có thể đổ vào vỏ pháo khi đang ở dạng lỏng mà vẫn an toàn, và vì tính kém nhạy của nó, sắc lệnh thuốc nổ Anh năm 1875 không xem nó như một loại thuốc nổ đối với mục đích sản xuất và lưu trữ.
Lực lượng vũ trang của Đức sử dụng TNT để nhồi vào vỏ đạn pháo vào năm 1902. Đạn pháo nhồi TNT sẽ nổ khi đã xuyên được vỏ giáp của tàu chiến Anh, trong khi đạn pháo dùng lyddite của Anh nổ khi vừa va chạm với vỏ giáp, và do đó tiêu hao nhiều năng lượng cho phần ngoài của tàu. Nước Anh cũng bắt đầu thay thế lyddite bằng TNT vào năm 1907.

## Khác biệt với dynamite
Có một sự hiểu nhầm rất phổ biến rằng TNT và dynamite là một, hay dynamite có chứa TNT. Thực ra, trong khi TNT là một hợp chất hóa học riêng biệt, dynamite là một hỗn hợp của chất thấm hút và nitroglycerin được nén vào một ống hình trụ được gói lại bằng giấy.